# Ikumi Nakamura
Ikumi Nakamura (中村 育美 Nakamura Ikumi?), nacida en Japón el 8 de octubre de 1985, es una artista y directora japonesa de videojuegos. Es conocida principalmente por su trabajo en Tango Gameworks como artista en The Evil Within (2014) y The Evil Within 2 (2017), y como directora creativa de Ghostwire: Tokyo, antes de abandonar la compañía durante el desarrollo del juego. También participó como artista en Ōkami (2006) en Clover Studio, y Bayonetta (2009) en PlatinumGames. Actualmente lidera su propio estudio independiente de desarrollo de videojuegos, llamado Unseen.

## Primeros años
Ikumi Nakamura creció disfrutando del género de terror junto a su padre. Veían películas de terror juntos y compartían su gusto por las series Resident Evil y Devil May Cry, ambas producidas por Capcom. Gracias a esto, desarrolló una gran admiración por la compañía y soñaba con trabajar allí algún día. Mientras estudiaba en la universidad, su padre falleció en un accidente de moto, lo que reforzó aún más su deseo de entrar a Capcom. Asistió a una escuela de arte en Tokio y más tarde estudió diseño de videojuegos en la Amusement Media Academy.

## Carrera

### Capcom
Tras postularse en dos ocasiones, Nakamura fue contratada por Capcom en 2004. Se unió al equipo de desarrollo interno Clover Studio, donde creó el arte de fondo para Ōkami (2006).  

### PlatinumGames
Nakamura siguió a sus colegas de Capcom cuando dejaron la compañía para formar PlatinumGames. En los inicios del nuevo estudio, propuso una idea original para un juego de Nintendo DS. Sin embargo, como Nintendo no mostró interés en el proyecto, este fue cancelado. Posteriormente, trabajó como artista conceptual en Bayonetta (2009) y participó brevemente como directora de arte en Scalebound antes de dejar la empresa.

### Tango Gameworks
En 2010, Nakamura dejó PlatinumGames para unirse al nuevo estudio de Shinji Mikami, Tango Gameworks. Allí trabajó como artista en The Evil Within (2014) y The Evil Within 2 (2017), y más adelante se desempeñó como directora creativa de Ghostwire: Tokyo. Su presentación del juego durante el E3 2019 fue ampliamente elogiada y considerada uno de los momentos más destacados de la conferencia de prensa de Bethesda Softworks, empresa matriz de Tango Gameworks. Sin embargo, Nakamura abandonó el proyecto y la compañía a mitad del desarrollo en 2019 debido al deterioro de su salud. El estrés causado por la política interna entre desarrolladores y editores, sumado al control final del editor sobre Ghostwire: Tokyo, le provocó insomnio y pesadillas diarias.

### Unseen
Después de dejar Tango Gameworks, Nakamura trabajó como consultora y realizó trabajos como freelance. En marzo de 2021, anunció que había iniciado un nuevo y pequeño estudio de juegos independiente. El estudio, Unseen, fue presentado formalmente al año siguiente. Nakamura expresó su intención de que Unseen cree nuevas propiedades intelectuales (PI) que puedan funcionar en todos los medios de entretenimiento. También manifestó su deseo de seguir desarrollando juegos basados en el misterio, el terror, la ciencia ficción y lo sobrenatural. El primer juego del estudio, Kemuri, fue revelado en The Game Awards 2023.

## Vida personal
Nakamura vive en Tokio. Tuvo un hijo en 2020.

## Obras
| Año           | Juego                                   | Role                          |
| ------------- | --------------------------------------- | ----------------------------- |
| 2006          | Ōkami                                   | Producción de fondos          |
| 2009          | Bayonetta                               | Arte conceptual               |
| 2011          | Marvel vs. Capcom 3: Fate of Two Worlds | Cinemática                    |
| 2012          | Street Fighter X Tekken                 | Pintora                       |
| 2014          | Ultra Street Fighter IV                 | Pintora                       |
| 2014          | The Evil Within                         | Artista conceptual principal  |
| 2016          | Street Fighter V                        | Arte conceptual de personajes |
| 2017          | The Evil Within 2                       | Arte adicional                |
| 2022          | Ghostwire: Tokio                        | Directora creativa inicial    |
| 2022          | Gungrave GORE                           | Asesora de arte               |
| Por confirmar | Kemuri                                  | Directora                     |